# Masaaki Shirakawa
Masaaki Shirakawa (白川 方明; Fukuoka, 27 settembre 1949) è un economista giapponese.
30º governatore della Banca del Giappone. È inoltre il direttore e vicepresidente della Banca dei Regolamenti Internazionali.

## Biografia
Shirakawa è nato a Fukuoka e si è laureato all'Università di Kokura.
Nel 1977 ha conseguito un master in economia all'Università Di Chicago.

## Carriera
Shirakawa è entrato a far parte della Banca del Giappone nel 1972. Tra i vari ruoli da lui ricoperti, vi è anche quello di general manager presso la filiale di Oita. Per un breve periodo, è stato general manager per Americas, nella sua sede di New York. È tornato alla banca del Giappone nel 2008.
La sua nomina a governatore, è stata approvata il 9 aprile 2008. Masaaki si è classificato sesto nella lista degli uomini più potenti del mondo stilata da Newsweek, insieme ai colleghi Ben Bernanke (5°) e Mario Draghi (4°).